# 傑佛遜縣 (密西西比州)
傑佛遜縣（英語：Jefferson County）是位於美国密西西比州西部的一個縣，隔密西西比河與路易斯安那州相望。面積1,365平方公里。根据美国人口调查局2000年统计，共有人口9,748人 (非裔美國人佔86.49%，是全國最高)。县治費耶特。
根據2004年5月《時代周刊》有關美國肥胖症問題的報導，本縣人口有26.1%的身高體重指數介乎30至40之間，也是全國最高。